# Kap Gotley
Das Kap Gotley ist ein Kap an der Küste des ostantarktischen Kemplands. Sie liegt am östlichen Ende der Austnes-Halbinsel und begrenzt nördlich die Einfahrt zur Edward-VIII-Bucht.
Norwegische Kartografen, die sie auch deskriptiv benannten, kartierten sie anhand von Luftaufnahmen, die bei der Lars-Christensen-Expedition 1936/37 entstanden. Sie benannten sie als Austnestangen (frei übersetzt Osthalbinselzunge). Eine neuerliche Kartierung erfolgte im Rahmen der Australian National Antarctic Research Expeditions. Das Antarctic Names Committee of Australia benannte das Kap 1958 nach Aubrey V. Gotley, der die 1948 auf der Insel Heard tätige Mannschaft der Australian National Antarctic Research Expeditions geleitet hatte.